# Tarvos (satélite)
Tarvos, ou Saturno XXI, é um satélite natural irregular de Saturno. Ele foi descoberto por John J. Kavelaars em 23 de setembro de 2000, e recebeu a designação temporária S/2000 S 4. Tarvos foi nomeado em agosto de 2003, e recebeu o nome de uma divindade gaulesa descrita como um deus touro levando três guindastes paralelamente à sua volta.
Tarvos orbita Saturno a uma distância média de 18 milhões de quilômetros em 926 dias e tem cerca de 15 km de diâmetro (assumindo um albedo de 0,04). É o satélite de Saturno com a maior excentricidade orbital.
É um membro do grupo gaulês de satélites irregulares.
Baseando-se em sua órbita e cor, pensa-se que Tarvos se originou da quebra de um progenitor comum, ou é um fragmento de Albiorix.